# Råttigelkottar
Råttigelkottar (Galericinae) är en underfamilj i familjen igelkottdjur. Det finns åtta arter fördelade på fem släkten som lever i östra och sydöstra Asien.

## Kännetecken
I kroppsbyggnaden liknar råttigelkottar mer gnagare och näbbmöss än arterna i underfamiljen igelkottar, som är den andra underfamiljen inom igelkottdjuren. De saknar taggar och har oftast men inte alltid mjuk päls med brunaktig eller svartaktig färg. Nosen är jämförelsevis långsträckt. Ögonen och öronen är välutvecklade.
Med Neotetracus sinensis finns det minsta igelkottdjuret i underfamiljen. Råttigelkottar har fler tänder (40 till 44) än medlemmarna i underfamiljen igelkottar (36 tänder).

## Levnadssätt
Råttigelkottar lever i täta skogar och träskmarker men förekommer även på odlad mark. De är inte specialiserade på någon viss tid på dygnet och vilar i håligheter i träd, bland trädens rötter eller i lyor som lämnats av ett annat djur. Dessa djur lever huvudsakligen ensamma. De försvarar sig mot fiender med en illaluktande vätska från sina doftkörtlar.
Födan består huvudsakligen av insekter och daggmaskar. Ibland äter de även mindre ryggradsdjur som fisk, as och växtdelar.

## Fortplantning
Inte mycket är känt om råttigelkottarnas parningsbeteende. Det antas att de inte har någon speciell parningstid och att de har möjlighet att fortplanta sig två gånger per år. Efter dräktigheten som varar i 30 till 40 dagar föder honan två till fyra ungdjur. Det äldsta exemplaret av råttigelkottar i fångenskap blev fem år gammalt.

## Hot
Hotet mot dessa igelkottdjur utgörs av förstöring av deras levnadsområde genom skogsröjning och omvandling till jordbruksmark. IUCN listar fyra av de åtta arterna som sårbara eller starkt hotade.

## Släkten
Wilson & Reeder (2005) listar fem släkten i underfamiljen:
- Echinosorex, en art - månråtta
- Hylomys, tre arter.
- Neotetracus, en art.
- Neohylomys, en art.
- Podogymnura, två arter.

Utdöda råttigelkottar, däribland arten Deinogalerix koenigswaldi, är även kända från Europa.